# Catedral de la Asunción de María (Pula)
La Catedral de la Asunción de la Santísima Virgen María o simplemente Catedral de Pula (en croata: Katedrala Uznesenja Blažene Djevice Marije) es un co-catedral en Pula, Croacia. Junto a la basílica de Eufrasio es uno de los dos asientos oficiales de la diócesis de Poreč y Pula en Croacia. La iglesia se encuentra en el lado sur de la bahía de Pula a los pies de una colina con una fortaleza veneciana del siglo XVII. El sitio de la iglesia actual se ha utilizado para el culto desde la época romana y las primeras iglesias cristianas en el sitio se construyeron a finales del siglo IV y  principios del siglo V. Estas pasaron por una serie de ampliaciones y reconstrucciones a través del tiempo.
La catedral actual entró en existencia a través de una serie de expansiones de estos edificios preexistentes del siglo quinto. La catedral original fue ricamente decorado con frescos y mosaicos en el suelo. Sin embargo, sólo una pequeña sección del mosaico original ha sobrevivido hasta la actualidad, con la inscripción DAMIANUS ET LAVRENTIA, que son los nombres de la pareja que había pagado por el mosaico como parte de sus votos de boda.

## Galería de imágenes

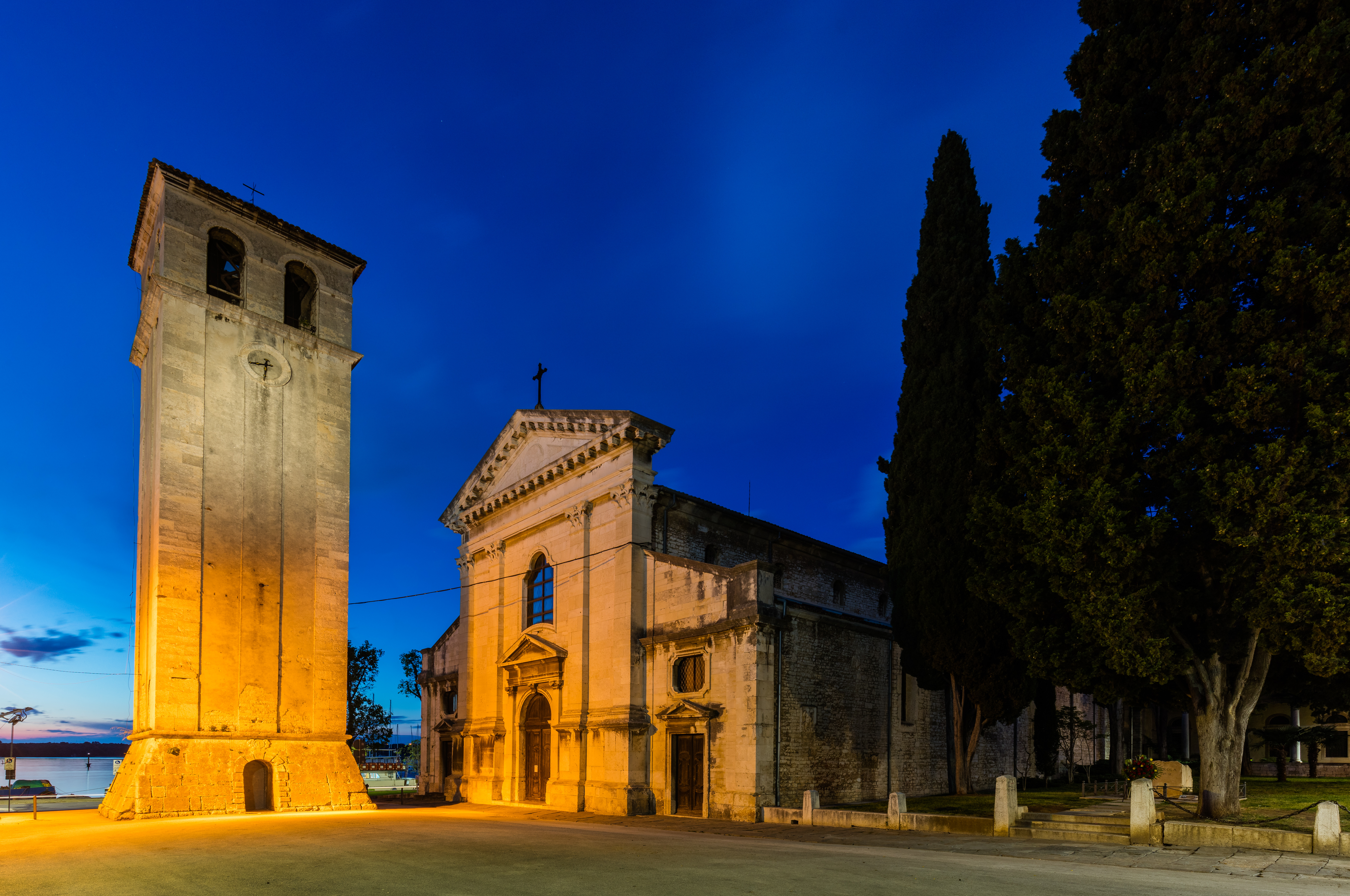
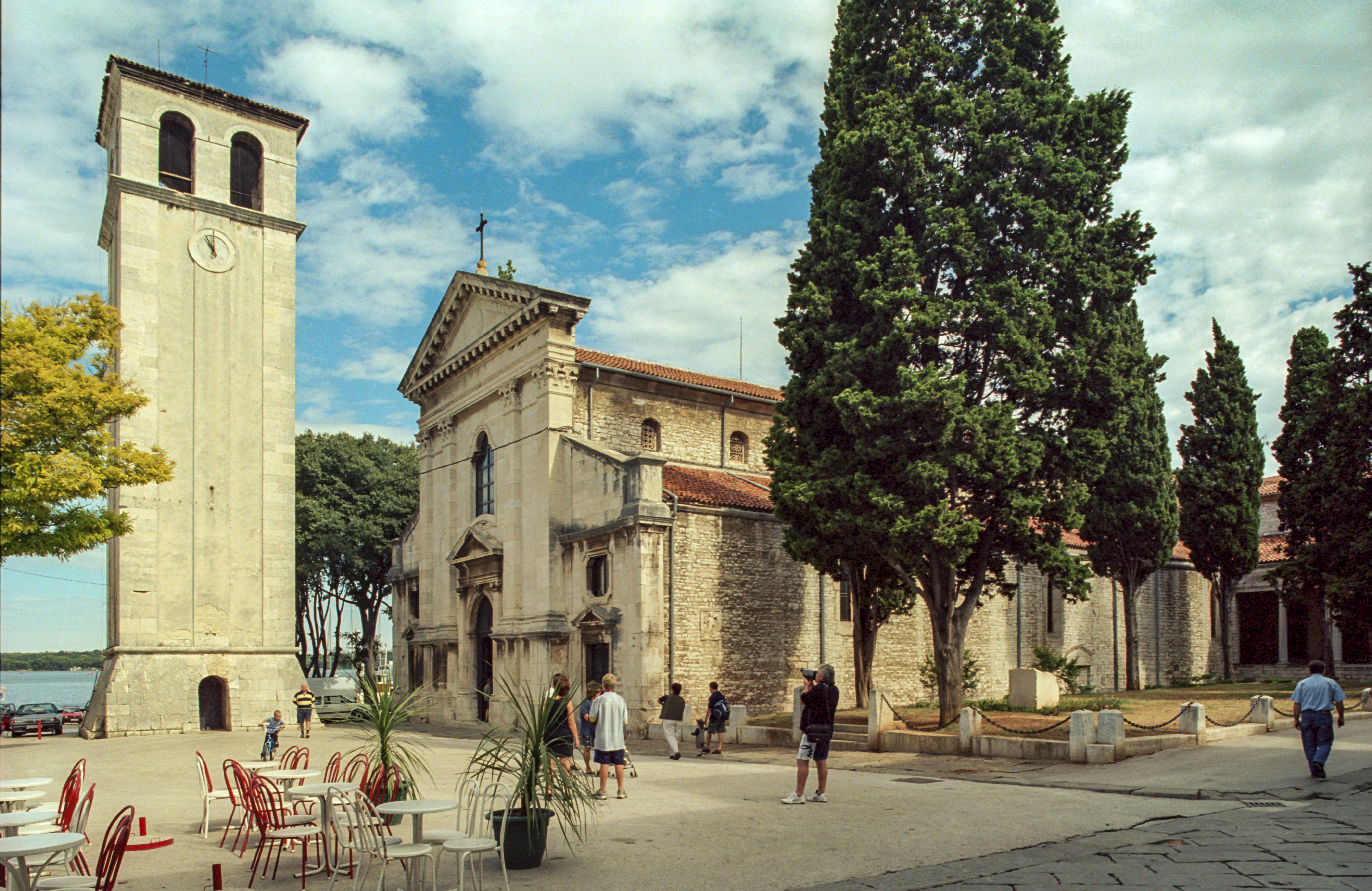
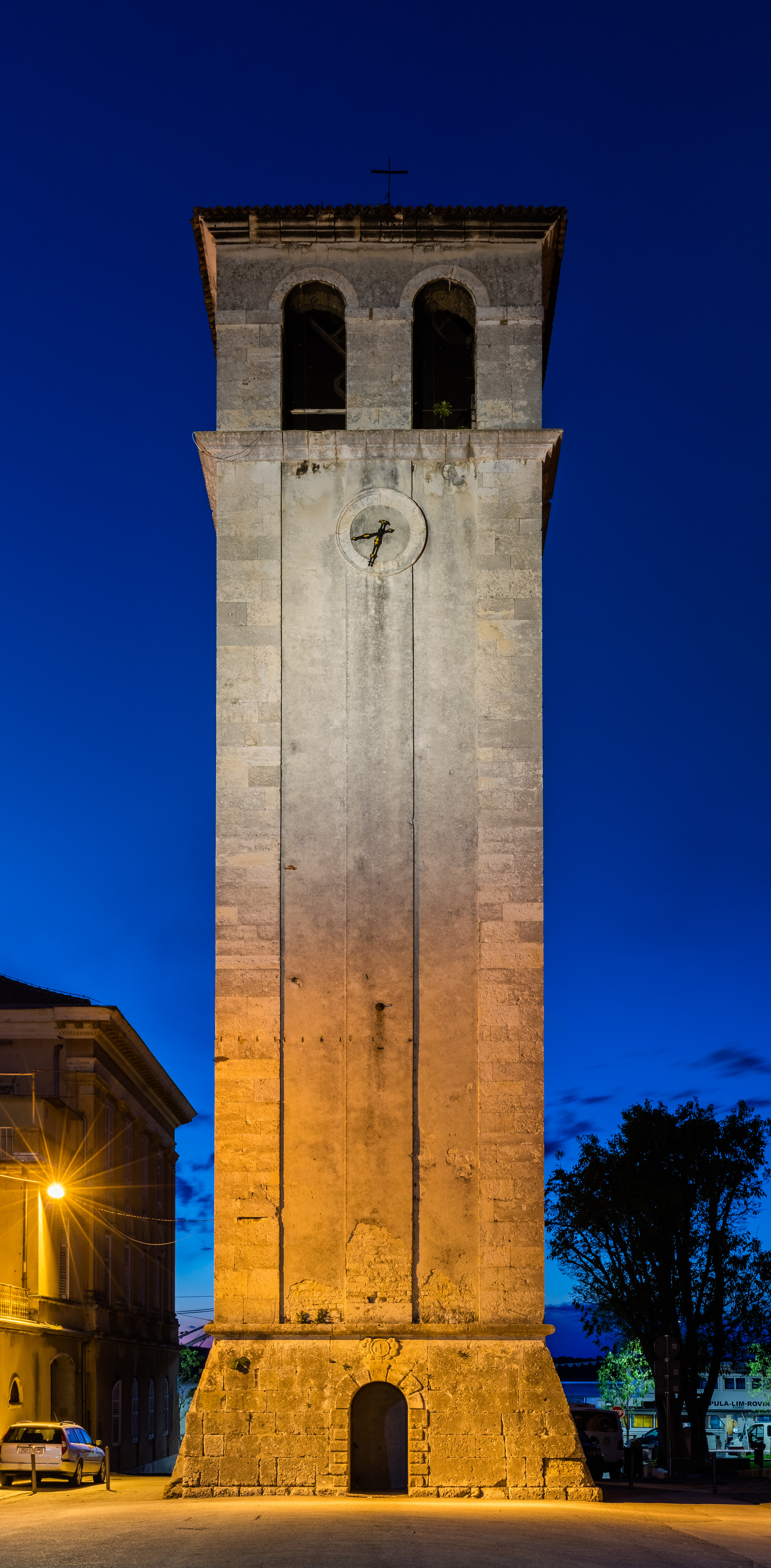
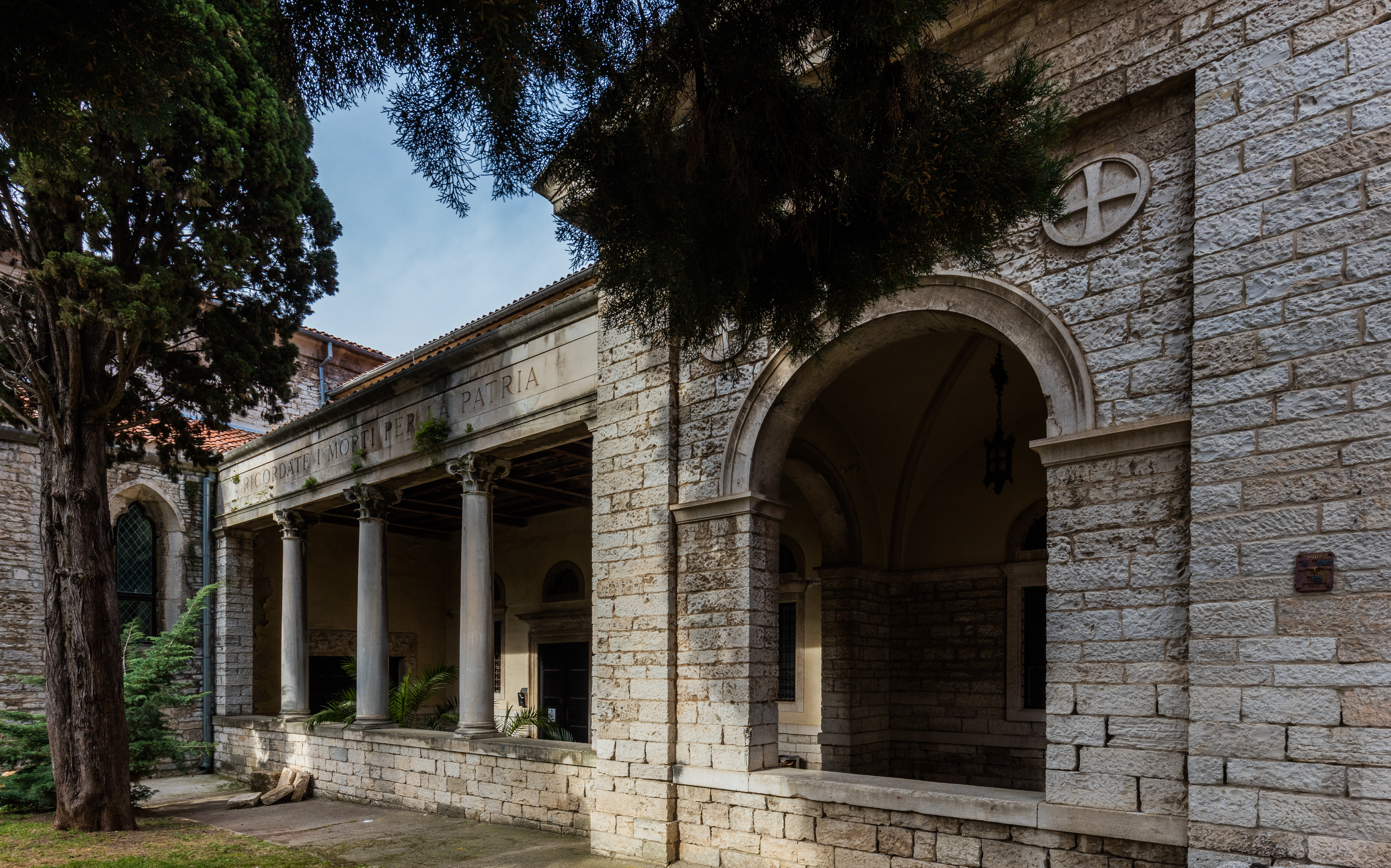
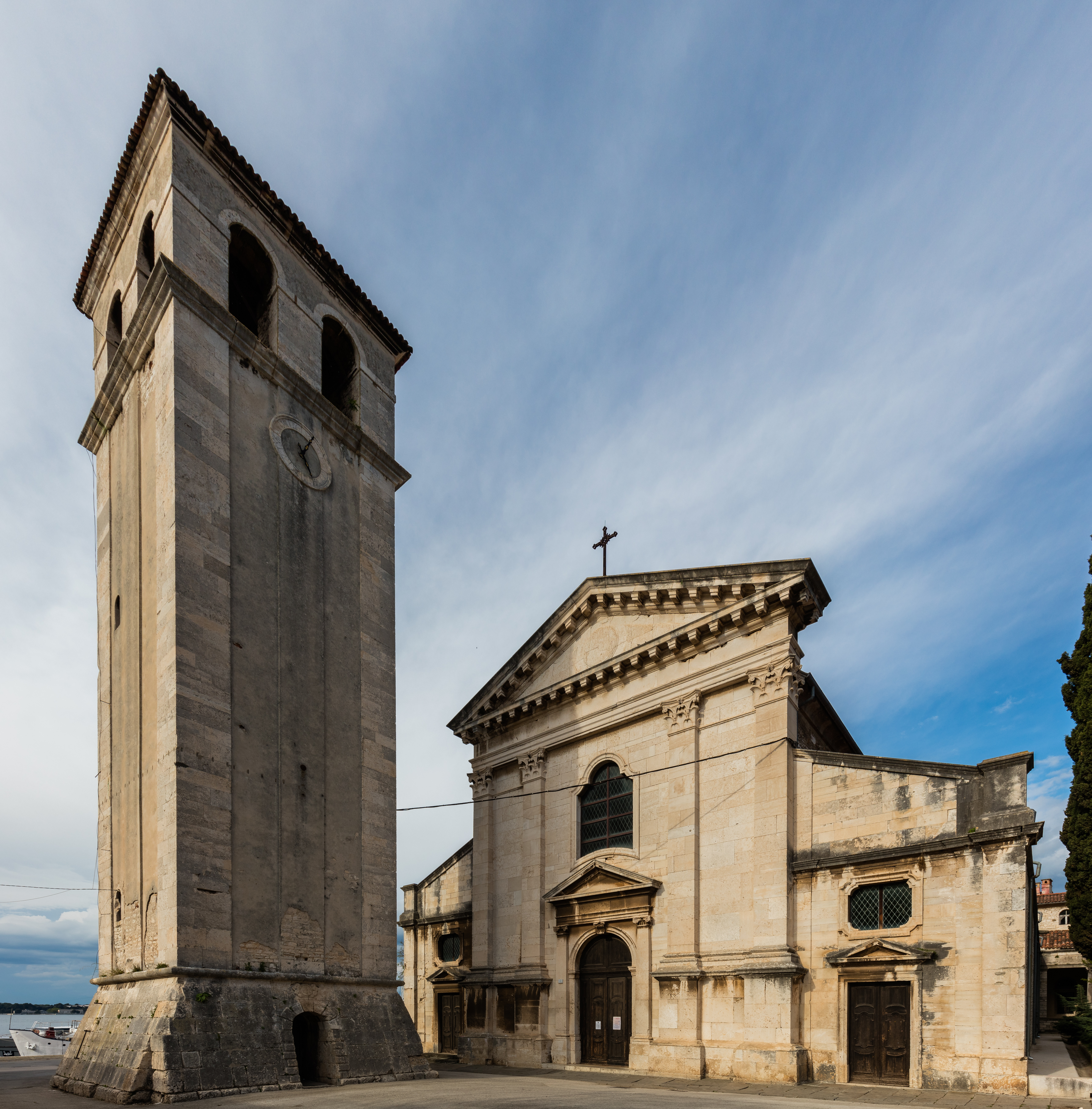
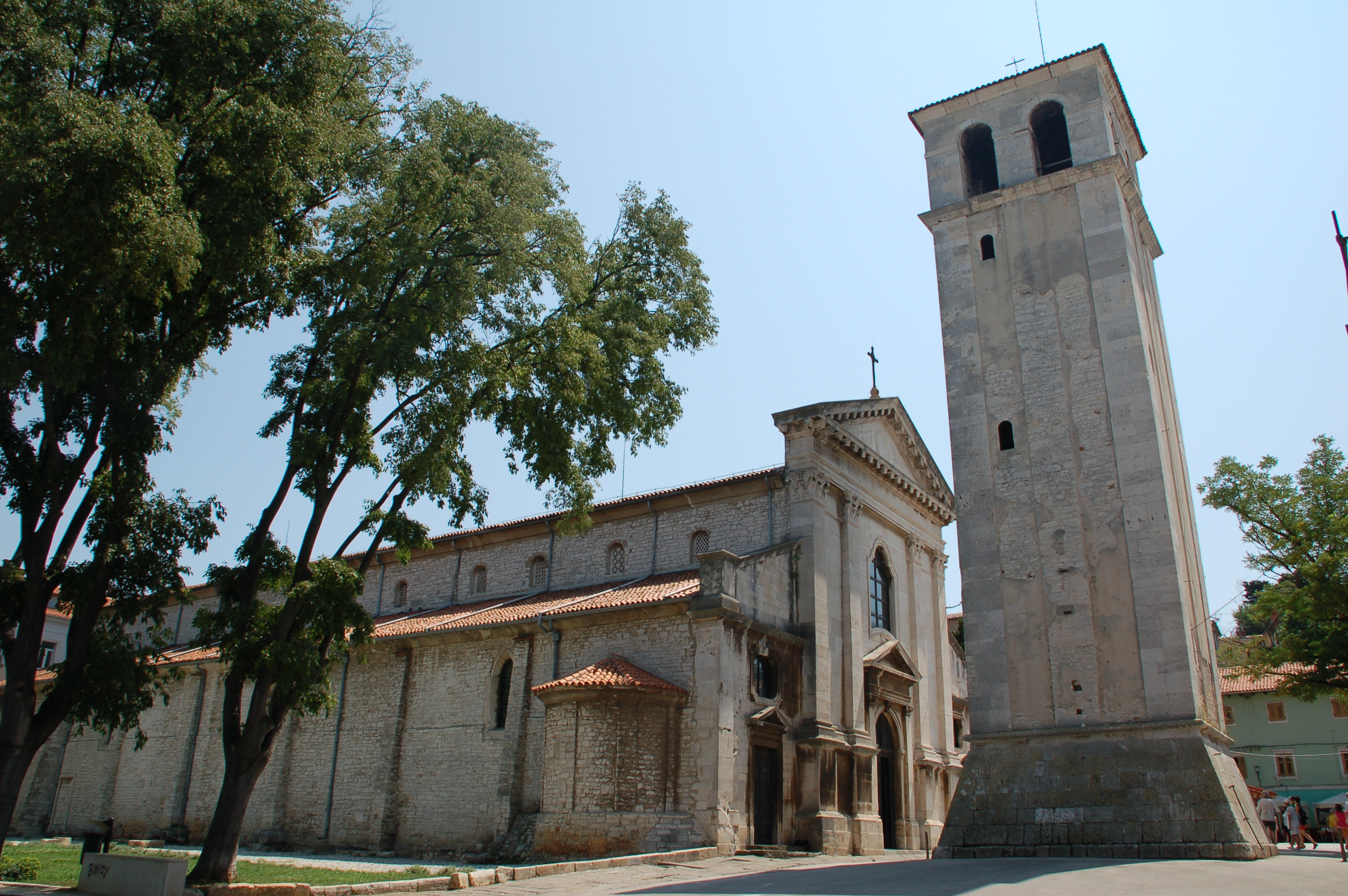